# (8058) Zuckmayer
(8058) Zuckmayer ist ein Asteroid des inneren Hauptgürtels, der am 16. Oktober 1977 von dem niederländischen Astronomenehepaar Cornelis Johannes van Houten und Ingrid van Houten-Groeneveld entdeckt wurde. Die Entdeckung geschah im Rahmen der Dritten Trojanerdurchmusterung, bei der von Tom Gehrels mit dem 120-cm-Oschin-Schmidt-Teleskop des Palomar-Observatoriums (IAU-Code 675) aufgenommene Feldplatten an der Universität Leiden durchmustert wurden.
Der Asteroid wurde am 2. April 1999 nach dem deutschen Schriftsteller Carl Zuckmayer (1896–1977) benannt, der wegen rassischer Verfolgung als Jude emigrierte und 1931 mit dem Drama Der Hauptmann von Köpenick seinen größten Erfolg feierte. 1946 schloss sich mit dem Drama Des Teufels General sein größter Erfolg in der Nachkriegszeit an.